# (Sittin' on) The Dock of the Bay
(Sittin' on) The Dock of the Bay is een soulnummer, dat door Otis Redding en Steve Cropper geschreven werd. Redding nam het kort voor zijn overlijden op en werd begeleid door Booker T. & the M.G.'s. Op de B-kant van de door Volt, een sublabel van Stax Records, op 8 januari 1968 uitgebrachte single stond het liedje Sweet Lorene.
Het nummer werd een groot aantal malen gecoverd, waaronder met een hitsingle in 1982 van het duo Willie Nelson en Waylon Jennings. In 1993 bracht Jimmy Bo Horne een cover uit met de titel The Dock of the Bay.

## Ontstaan
Redding verbleef op een woonboot in Sausalito toen hij in augustus 1967 (Sittin' on) The Dock of the Bay schreef. Hij had die zomer met Booker T. & the M.G.'s opgetreden op het Monterey Pop Festival. Dit optreden inspireerde hem om in plaats van de voor hem gewoonlijke soul en rhythm-and-blues meer in de stijl van popmuziek te spelen. Hij schreef aanvankelijk de melodie en een deel van het eerste couplet, waarna hij met Cropper binnen twee uur de rest van het liedje componeerde.
De opnamen vonden plaats op 22 november en 8 december 1967 in de Stax Studios te Memphis (Tennessee). Redding kwam twee dagen later om het leven bij een vliegtuigongeluk. Het was de bedoeling om het gefloten gedeelte later te vervangen door tekst. Het nummer werd door Cropper in drie weken afgemixt. De single werd in maart 1968 Reddings enige nummer één-hit in de Verenigde Staten en bracht hem postuum wereldwijde roem. Het muziekblad Rolling Stone plaatste (Sittin' on) The Dock of the Bay in 2004 op de achtentwintigste plaats in een lijst van de vijfhonderd beste nummers aller tijden.
Zowel in 2011 als in 2012 en 2013 behaalde het nummer de eerste plaats in de Zwarte Lijst van Radio 6 Soul & Jazz.

## Hitlijsten

### NPO Radio 2 Top 2000
| Nummer met noteringen in de NPO Radio 2 Top 2000 | '99 | '00 | '01 | '02 | '03 | '04 | '05 | '06 | '07 | '08 | '09 | '10 | '11 | '12 | '13 | '14 | '15 | '16 | '17 | '18 | '19 | '20 | '21 | '22 | '23 | '24 |
| ------------------------------------------------ | --- | --- | --- | --- | --- | --- | --- | --- | --- | --- | --- | --- | --- | --- | --- | --- | --- | --- | --- | --- | --- | --- | --- | --- | --- | --- |
| (Sittin' on) The Dock of the Bay                 | 240 | 450 | 371 | 344 | 239 | 257 | 285 | 253 | 297 | 259 | 195 | 155 | 84  | 31  | 51  | 67  | 82  | 56  | 74  | 90  | 99  | 90  | 115 | 139 | 143 | 163 |

1. ↑  Een vetgedrukt getal geeft de hoogste notering aan.

### Evergreen Top 1000
| Evergreen Top 1000 "(Sittin' On) The Dock Of The Bay" | Evergreen Top 1000 "(Sittin' On) The Dock Of The Bay" | Evergreen Top 1000 "(Sittin' On) The Dock Of The Bay" | Evergreen Top 1000 "(Sittin' On) The Dock Of The Bay" | Evergreen Top 1000 "(Sittin' On) The Dock Of The Bay" | Evergreen Top 1000 "(Sittin' On) The Dock Of The Bay" | Evergreen Top 1000 "(Sittin' On) The Dock Of The Bay" | Evergreen Top 1000 "(Sittin' On) The Dock Of The Bay" | Evergreen Top 1000 "(Sittin' On) The Dock Of The Bay" | Evergreen Top 1000 "(Sittin' On) The Dock Of The Bay" | Evergreen Top 1000 "(Sittin' On) The Dock Of The Bay" | Evergreen Top 1000 "(Sittin' On) The Dock Of The Bay" | Evergreen Top 1000 "(Sittin' On) The Dock Of The Bay" | Evergreen Top 1000 "(Sittin' On) The Dock Of The Bay" | Evergreen Top 1000 "(Sittin' On) The Dock Of The Bay" | Evergreen Top 1000 "(Sittin' On) The Dock Of The Bay" | Evergreen Top 1000 "(Sittin' On) The Dock Of The Bay" |
| Jaar                                                  | 2008                                                  | 2009                                                  | 2010                                                  | 2011                                                  | 2012                                                  | 2013                                                  | 2014                                                  | 2015                                                  | 2016                                                  | 2017                                                  | 2018                                                  | 2019                                                  | 2020                                                  | 2021                                                  | 2022                                                  | 2023                                                  |
| ----------------------------------------------------- | ----------------------------------------------------- | ----------------------------------------------------- | ----------------------------------------------------- | ----------------------------------------------------- | ----------------------------------------------------- | ----------------------------------------------------- | ----------------------------------------------------- | ----------------------------------------------------- | ----------------------------------------------------- | ----------------------------------------------------- | ----------------------------------------------------- | ----------------------------------------------------- | ----------------------------------------------------- | ----------------------------------------------------- | ----------------------------------------------------- | ----------------------------------------------------- |
| Positie                                               | 282                                                   | 740                                                   | 732                                                   | 732                                                   | 763                                                   | 188                                                   | 179                                                   | 129                                                   | 90                                                    | 113                                                   | 155                                                   | 128                                                   | 132                                                   | 152                                                   | 151                                                   | 151                                                   |